# Білохвостий голкохвіст
Білохвостий голкохві́ст (Rhaphidura) — рід серпокрильцеподібних птахів родини серпокрильцевих (Apodidae). Представники цього роду мешкають в Субсахарській Африці і Південно-Східній Африці.

## Види
Виділяють два види:
- Голкохвіст сивогузий (Rhaphidura leucopygialis)
- Голкохвіст білочеревий (Rhaphidura sabini)

## Етимологія
Наукова назва роду Rhaphidura походить від сполучення слів дав.-гр. ῥαφις — голка і ουρα — хвіст.